# Diffluence (météorologie)
Pour les articles homonymes, voir Diffluence.

Disposition des isobares (') donnant confluence et diffluence du vent (')

La diffluence en météorologie est un élargissement des isolignes de pression dans le sens où souffle le vent. La diffluence correspond à une déformation du champ de pression sans mouvement vertical associé. À la diffluence s'oppose la confluence qui, comme elle, s'observe particulièrement lors du mouvement d'un fluide subissant l'effet Venturi. Les zones de diffluence dans l'atmosphère sont reconnaissables sur une image de satellite météorologique par un étalement latéral des nuages dans le flux qui empêche leur propagation plus loin que l'axe. La confluence est caractérisée par une concentration des nuages et est le plus souvent associée à la cyclogénèse entre concentrant la zone barocline.
Il est important de ne pas confondre une zone de divergence avec une zone de diffluence. En effet, dans une zone divergente, on a plus d'air sortant qu'entrant et donc une perte de masse, ce qui va être compensé par un mouvement vertical de l'air.

## Définition mathématique
On peut obtenir le vent selon l'équation du vent géostrophique{\displaystyle (u_{g},v_{g})} à partir des équations primitives atmosphériques en utilisant l'approximation géostrophique si on néglige la friction et la force centrifuge :
{\displaystyle u_{g}={1 \over {\rho f}}{\partial p \over \partial y}}
{\displaystyle v_{g}=-{1 \over {\rho f}}{\partial p \over \partial x}}
Où :
- {\displaystyle \rho } est la densité de l'air à l'altitude du vent
- {\displaystyle f} est le paramètre de Coriolis (variable avec la latitude)
- {\displaystyle p} est la pression.

Dépression en occlusion : à droite la zone de diffluence limite l'avancement des précipitations (zone verte) et en bas à droite, la zone de confluence marque la position où les fronts froids et chauds se retrouvent

Lorsque la parcelle d'air se déplace entre les isolignes, la différence de pression diminue ({\displaystyle \partial p}) à mesure qu'elle passe dans la zone diffluente. Comme {\displaystyle f} (facteur de Coriolis) dépend de la latitude, il reste presque constant sur de courtes distances, ou si le mouvement est zonal, et il s'ensuit que {\displaystyle (u_{g},v_{g})} diminue et inversement pour la confluence.
La diffluence/confluence est définie comme ;
{\displaystyle \ def\mathbf {V} ={\sqrt {A^{2}+B^{2}}}}
Où
- {\displaystyle \ A={\frac {\partial v_{g}}{\partial x}}+{\frac {\partial u_{g}}{\partial y}}}
- {\displaystyle \ B={\frac {\partial u_{g}}{\partial x}}-{\frac {\partial v_{g}}{\partial y}}}

Les valeurs de A et B permettent de trouver l'axe de dilatation, c'est-à-dire la ligne le long de laquelle les particules d'air vont s'étirer. Dans une diffluence, le flux atmosphérique se sépare en éventail et s'étire le long d'un axe perpendiculaire au flux. Dans le cas de la confluence, le flux provenant de différentes directions se concentre sur un axe.